# Haworthiopsis scabra var. starkiana
Haworthiopsis scabra var. starkiana, coneguda abans com Haworthia scabra var. starkiana, és una varietat de Haworthiopsis nigra i està dins del gènere Haworthiopsis.

## Descripció
Haworthiopsis scabra var. starkiana és una suculenta que mostra exactament el mateix rang de variabilitat que Haworthiopsis scabra. Les rosetes són sense tiges, que s'agrupen lentament, d'entre 12 a 15 cm de diàmetre, llises i brillants. Les fulles, en nombre variable, generalment nombroses; poden ser curtes, incurvades i girades en espiral cap a un costat, o poden ser més llargues, suberectes i menys torçades. La relació de H. starkiana amb H. scabra és molt evident a partir del tipus similar d'inflorescències i de la notable semblança de les diverses formes de creixement. H. smitii sembla ser una forma intermèdia entre aquestes dues espècies.

## Distribució i hàbitat
Aquesta varietat es distribueix a una petita àrea de la província sud-africana Cap Occidental, on només creix a Schoemanspoort, al nord d'Oudtshoorn i a la vall que s'estén cap a l'est fins a les preses de Raubenheimer i Melville.
En el seu hàbitat creix en vessants abruptes i càlids orientats al nord, formant grans grups grocs, que es distingeixen contra el marró i el gris del terreny rocós.

## Taxonomia
Haworthiopsis scabra var. starkiana va ser descrita per G.D.Rowley i publicat a Alsterworthia Int., Special Issue 10: 5, a l'any 2013.
Etimologia
Haworthiopsis: La terminació -opsis deriva del grec ὀψις (opsis), que significa "aparença", "semblant" per la qual cosa, Haworthiopsis significa "com a Haworthia", i que honora al botànic britànic Adrian Hardy Haworth (1767-1833).
scabra: epítet llatí que significa "aspre, escabrosa".
var. starkiana: epítet en honor del professor Peter Stark.
Sinonímia
- Haworthia starkiana Poelln., Repert. Spec. Nov. Regni Veg. 33: 73 (1933). (Basiònim/Sinònim substituït)
- Haworthia scabra subsp. starkiana (Poelln.) Halda, Acta Mus. Richnov., Sect. Nat. 4(2): 35 (1997).
- Haworthia scabra var. starkiana (Poelln.) M.B.Bayer, Haworthia Revisited: 197 (1999).[6]